# Chrlič

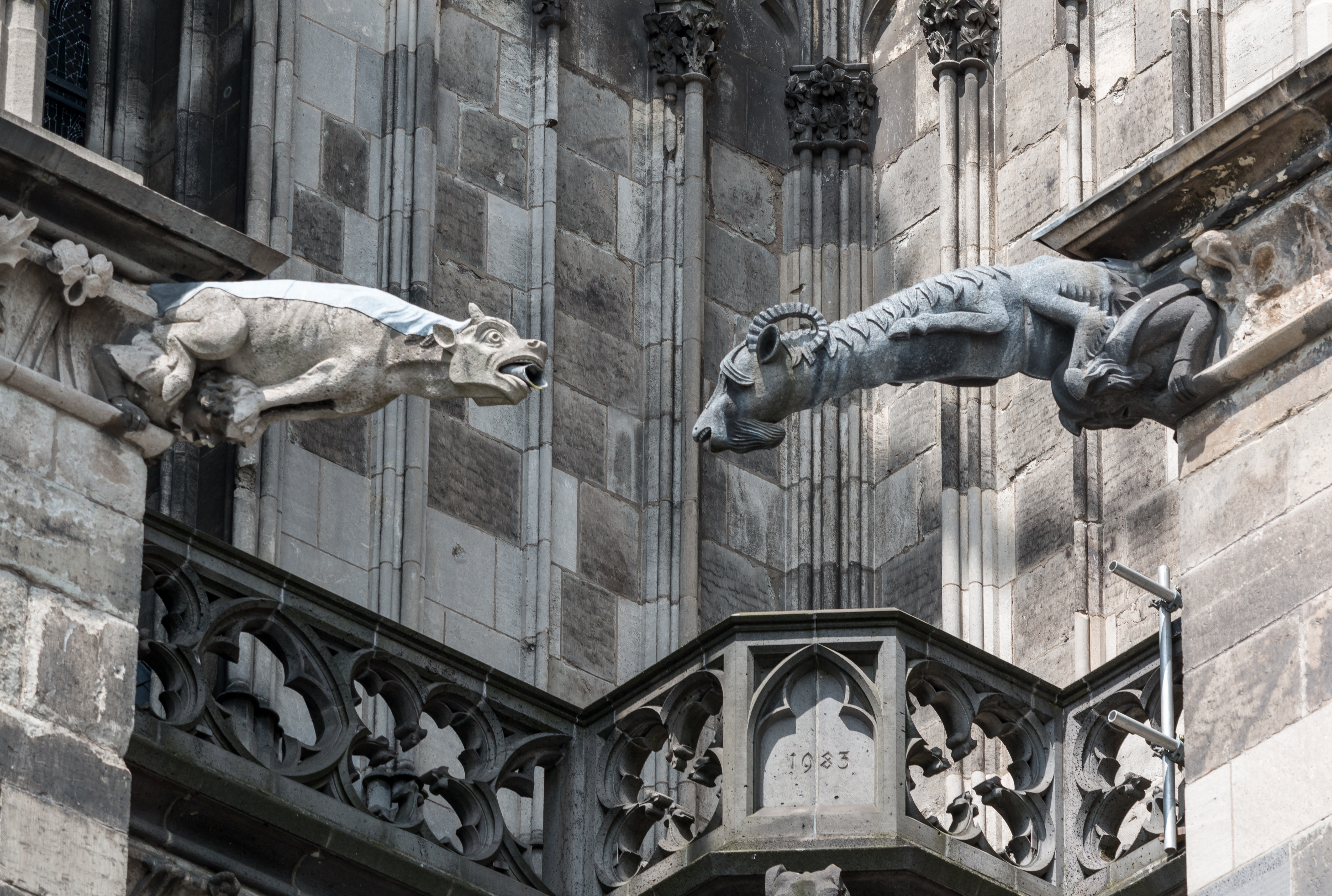
Chrliče na Kolínském dómu

Chrlič je plastický funkční a dekorativní prvek historických staveb. Zajišťuje odvod dešťové vody z okraje střechy nebo okapového žlabu do dostatečné vzdálenosti od budovy. Nahrazuje tak do jisté míry okapovou rouru.

## Historie
Chrliče byly podstatnou součástí a architektonickým prvkem především gotické architektury, zejména katedrál, kdy byly tesány z kamene. Nejčastěji mívaly podobu čtyřnohých nebo dvounohých okřídlených nestvůr mytologické inspirace, nebo pitoreskních lidských či zvířecích postav, vždy s doširoka otevřenou tlamou a korýtkem na hřbetě. V renesanci a v baroku byly nejčastěji vyrobeny ze železného plechu a zakončovány dračí hlavou.
V architektuře období historismu v 19. století se chrliče staly pouhou dekorací, někdy provedeny pouze ve štuku.

## Citát
| „                       | Chrliče znázorňovaly neřesti. Zůstávaly venku mimo katedrálu, dovnitř se dostaly pouze ctnosti. | “ |
| — Zdeněk Mahler[zdroj?] |                                                                                                 |   |

## Odkaz v kultuře
Tři sta let mám nadhled nad životem,

a teď už dávno chápeš, kdo vlastně jsem.

Chrlič

Co do mě dáš, to vychrlím,

jen z výšky čnít je údělem mým, odvěkým údělem mým.

Už tři sta let sluncem rozpalován, deštěm smáčen

Já se chci smát, jenže tři sta let znám zvuky pláče.

 text: Michael Kocáb

Píseň vyšla na sólovém albu Michaela Kocába Povídali, že mu hráli v roce 1988.